# Hôtel de Bourvallais
L'hôtel de Bourvallais ou hôtel de la Grande-Chancellerie est un ancien hôtel particulier, situé au no 13, place Vendôme dans le 1er arrondissement de Paris.
Construit de 1699 à 1702, par l'architecte Robert de Cotte, pour le marquis Joseph-Guillaume de La Vieuville, l'hôtel passe au financier Guyon de Bruslon, puis au fermier général, Paul Poisson de Bourvallais.
En 1718, il est confisqué par le gouvernement du Régent, et devient, après avoir fusionné avec le  no 11, l'hôtel de la Grande-Chancellerie, siège du ministère français de la Justice, qui l'occupe encore aujourd'hui.

## Situation
L'hôtel, situé à l'ouest de la place, est mitoyen de l'hôtel de Simiane au no 11 et de l'hôtel de Gramont au no 15, actuel Ritz Paris.

## Historique

### L'hôtel particulier
L'hôtel est construit entre 1699 et 1702 sur un terrain vendu par la ville de Paris à Joseph-Guillaume de La Vieuville. Il est acquis en 1706 par le président de l'Élection de Paris, Claude Guyhou de Bruslon. Sa fille et seule héritière l'apporte en dot lors de son mariage avec le fermier général, Paul Poisson de Bourvallais.

### La confiscation en restitution de malversations
Sous la régence de Philippe d'Orléans, les conseils de gouvernement font siéger une chambre de justice extraordinaire, dite chambre ardente, afin d'examiner les comptes des « traitants », financiers ayant passé des marchés avec le Trésor royal ou acceptant des charges vénales au service du roi. 
Après étude du Conseil des finances, d'importantes malversations sont découvertes et de nombreuses condamnations à des amendes et à des restitutions sont prononcées.
Paul Poisson de Bourvallais est accusé de malversation et condamné à la restitution de fortes sommes. À la suite d'une transaction judiciaire, l'hôtel est acquis au Trésor public et le 5 septembre 1718, un arrêt du Conseil du roi l'attribue à la chancellerie de France. 

### Le ministère de la Justice
La Chancellerie occupe l'hôtel depuis 1719 et Cambacérès, pendant son court séjour au ministère de la Justice, y réside entre juillet et décembre 1799. Il abandonne cette résidence au moment où Napoléon Bonaparte quitte le palais du Luxembourg pour le palais des Tuileries. Un incendie le détruit partiellement en 1793.

## Protection
Ce bâtiment fait l’objet d’un classement au titre des monuments historiques depuis le 22 février 1982 et d'une inscription le 7 novembre 1991.

## Architecture

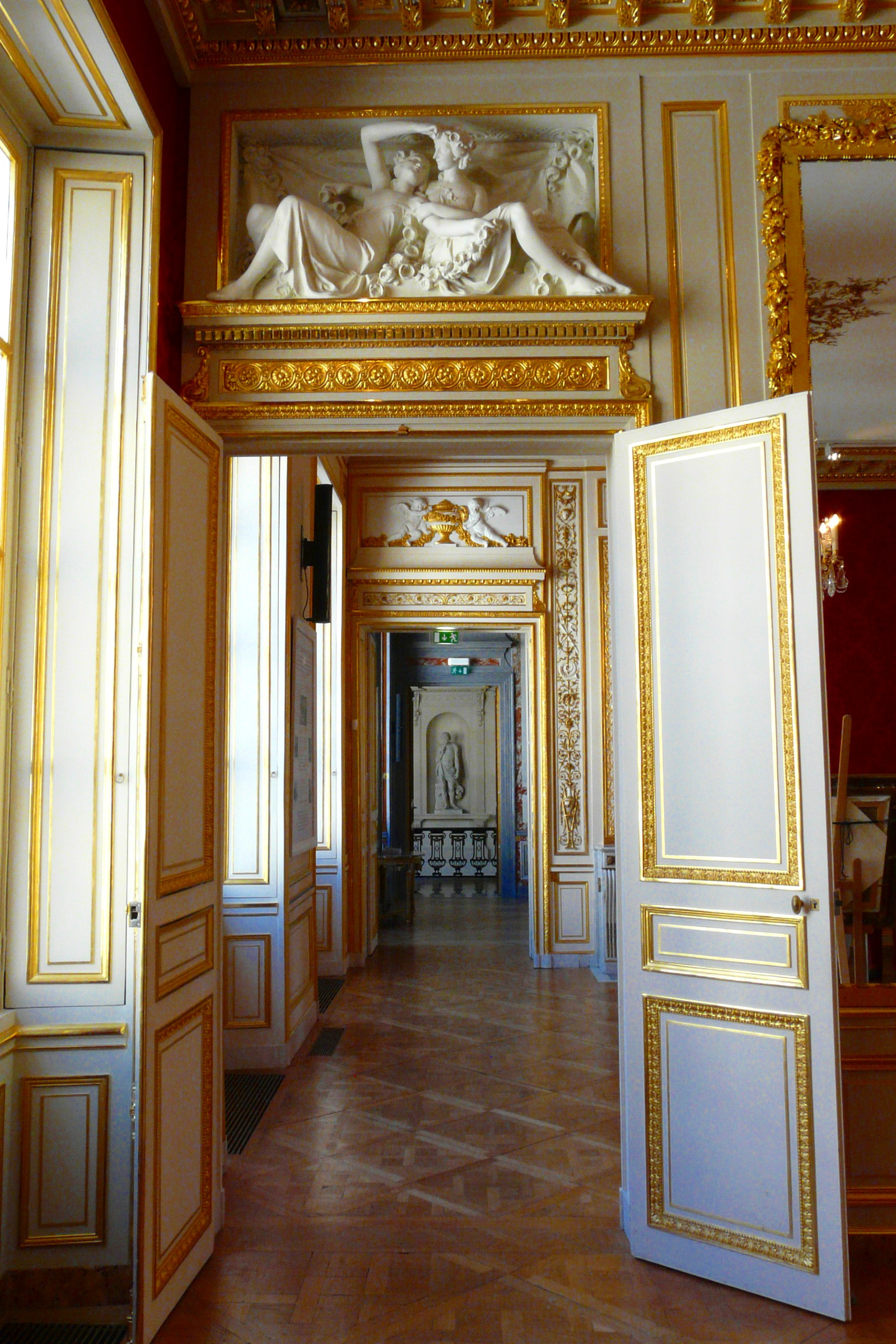
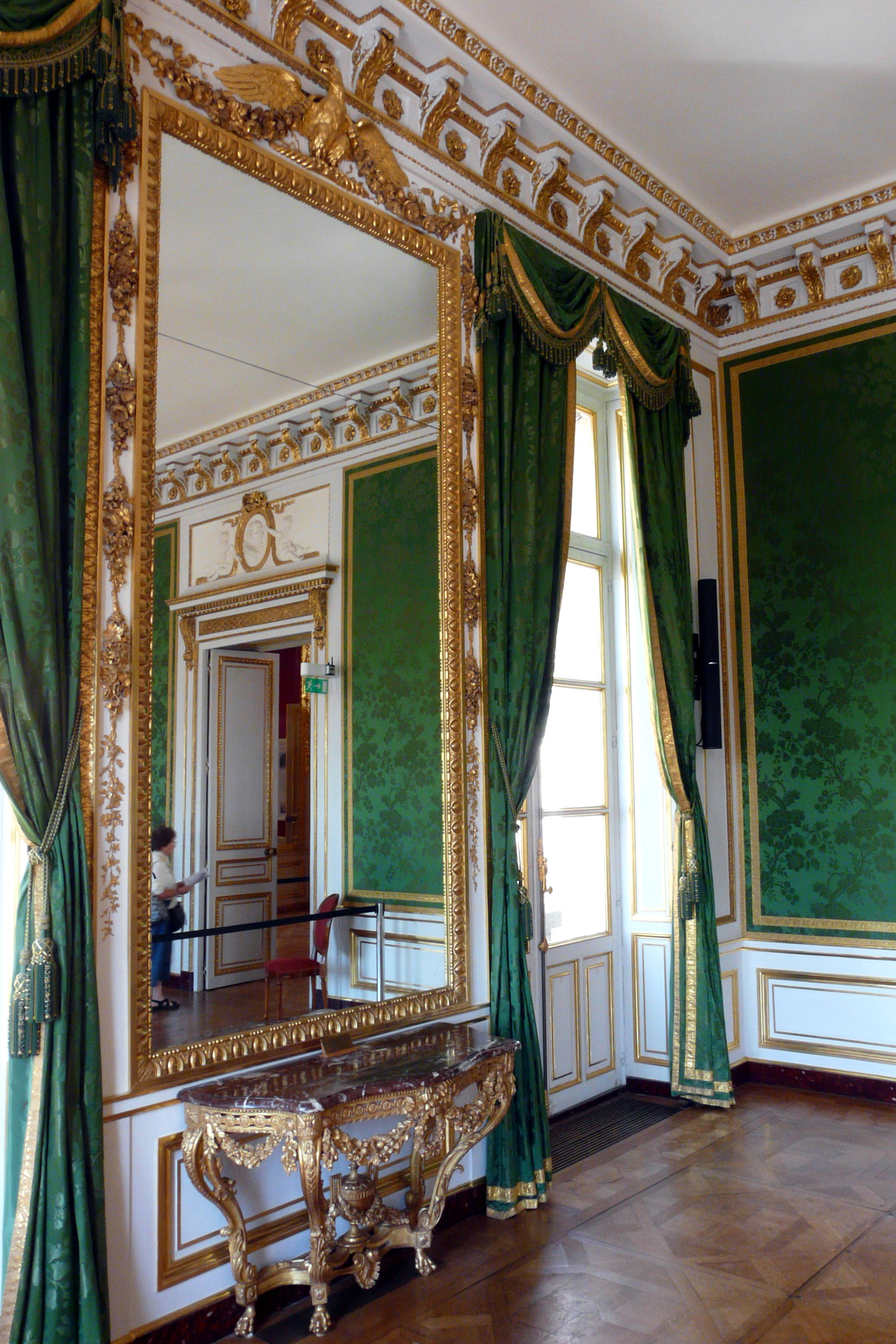
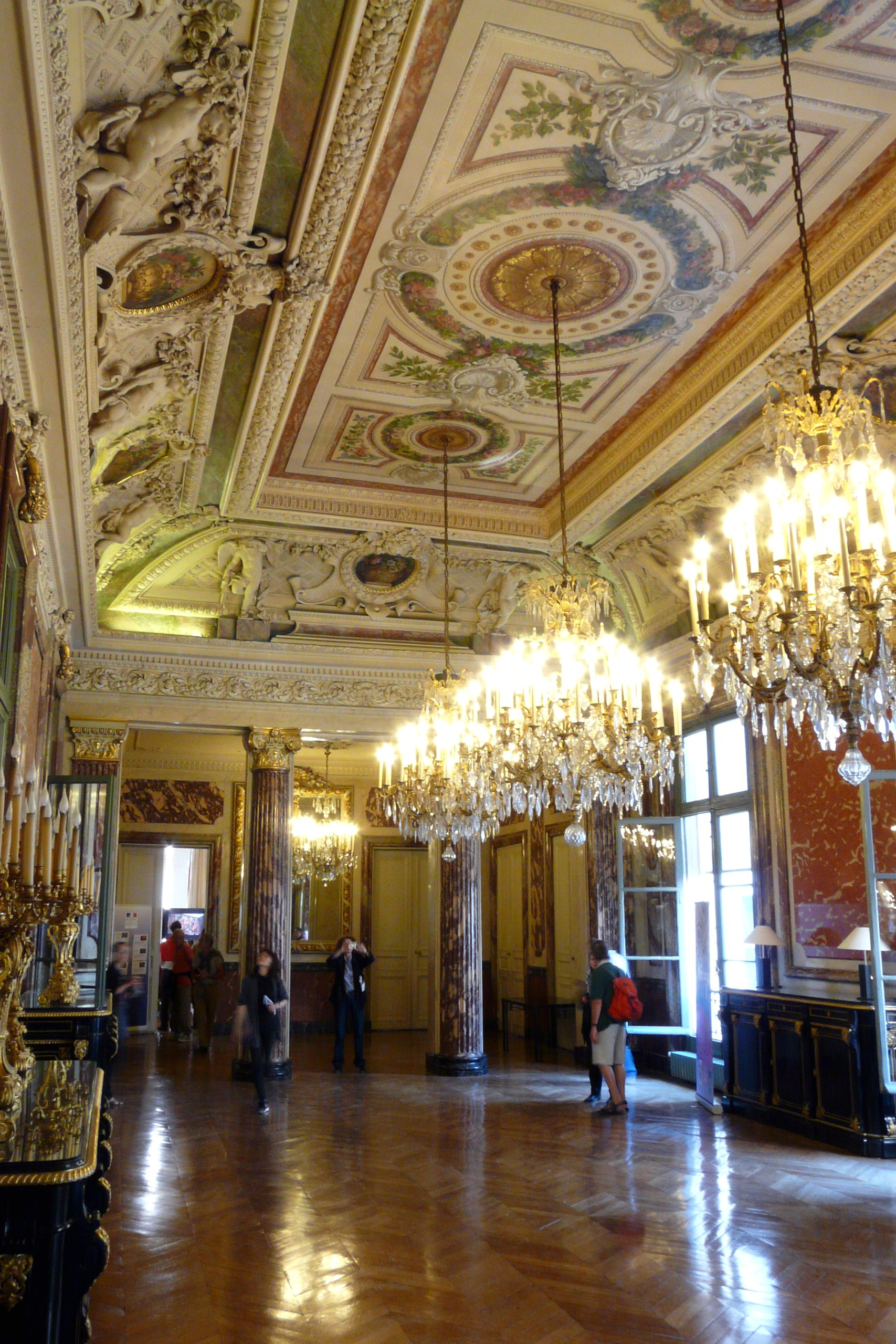
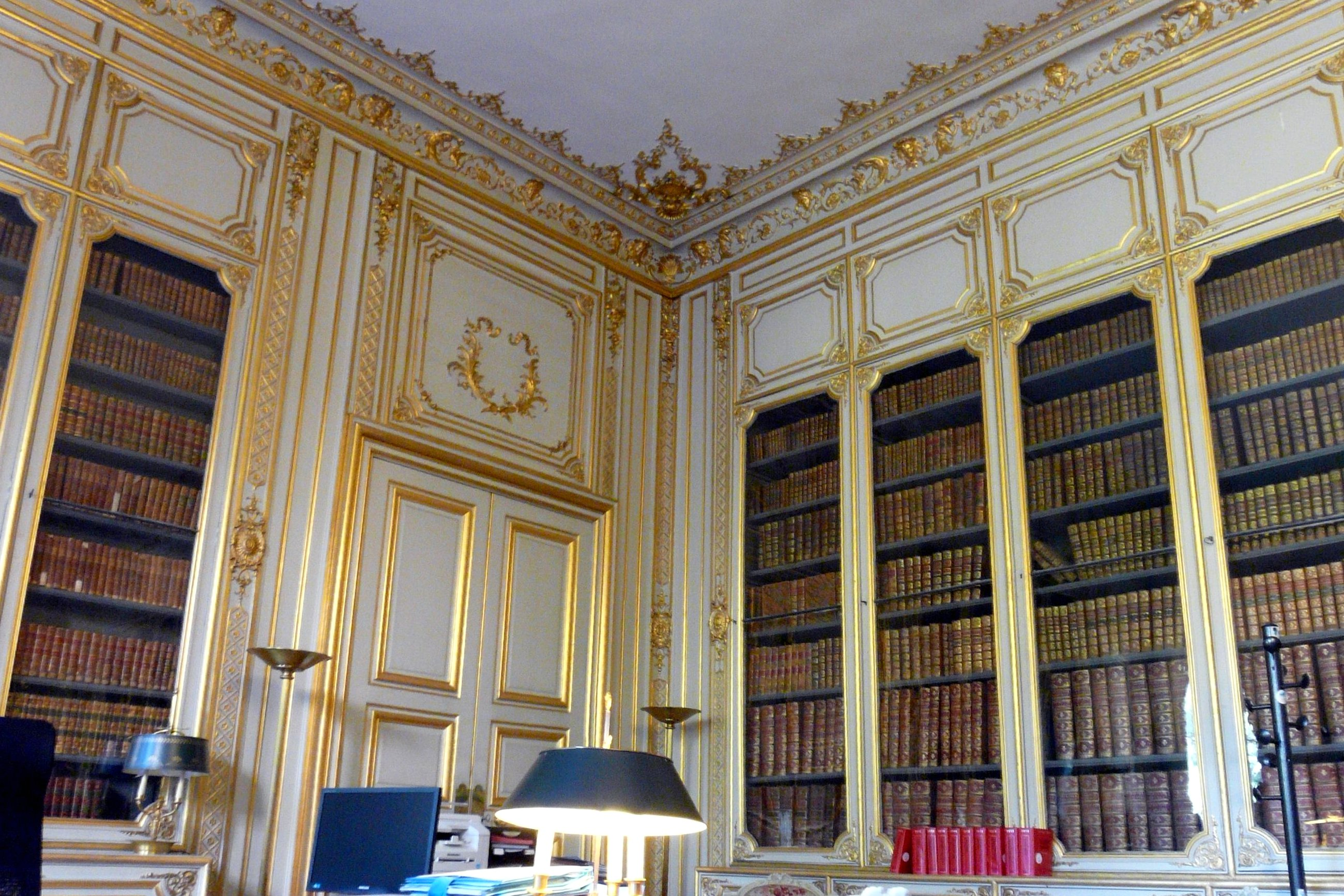
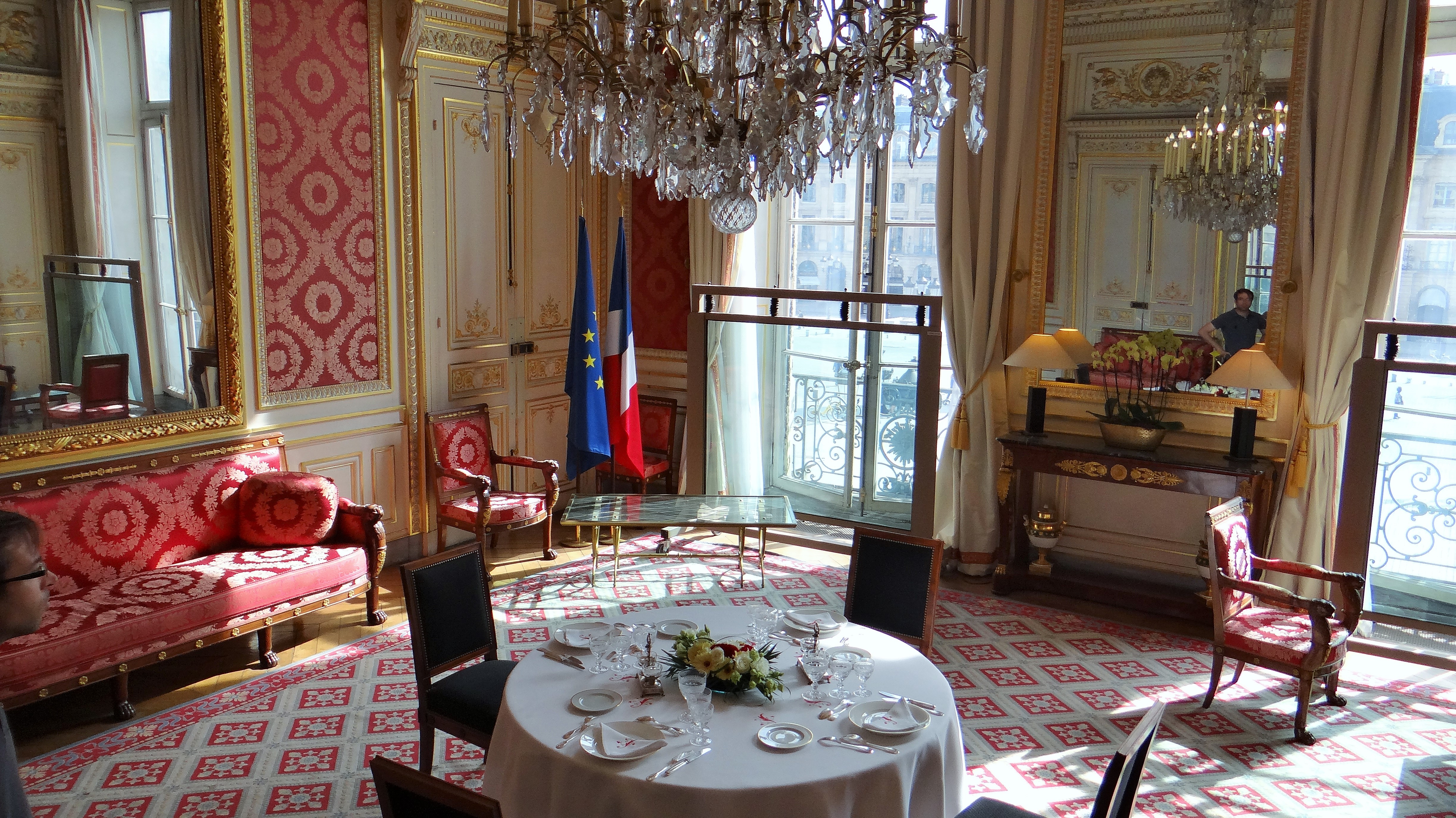
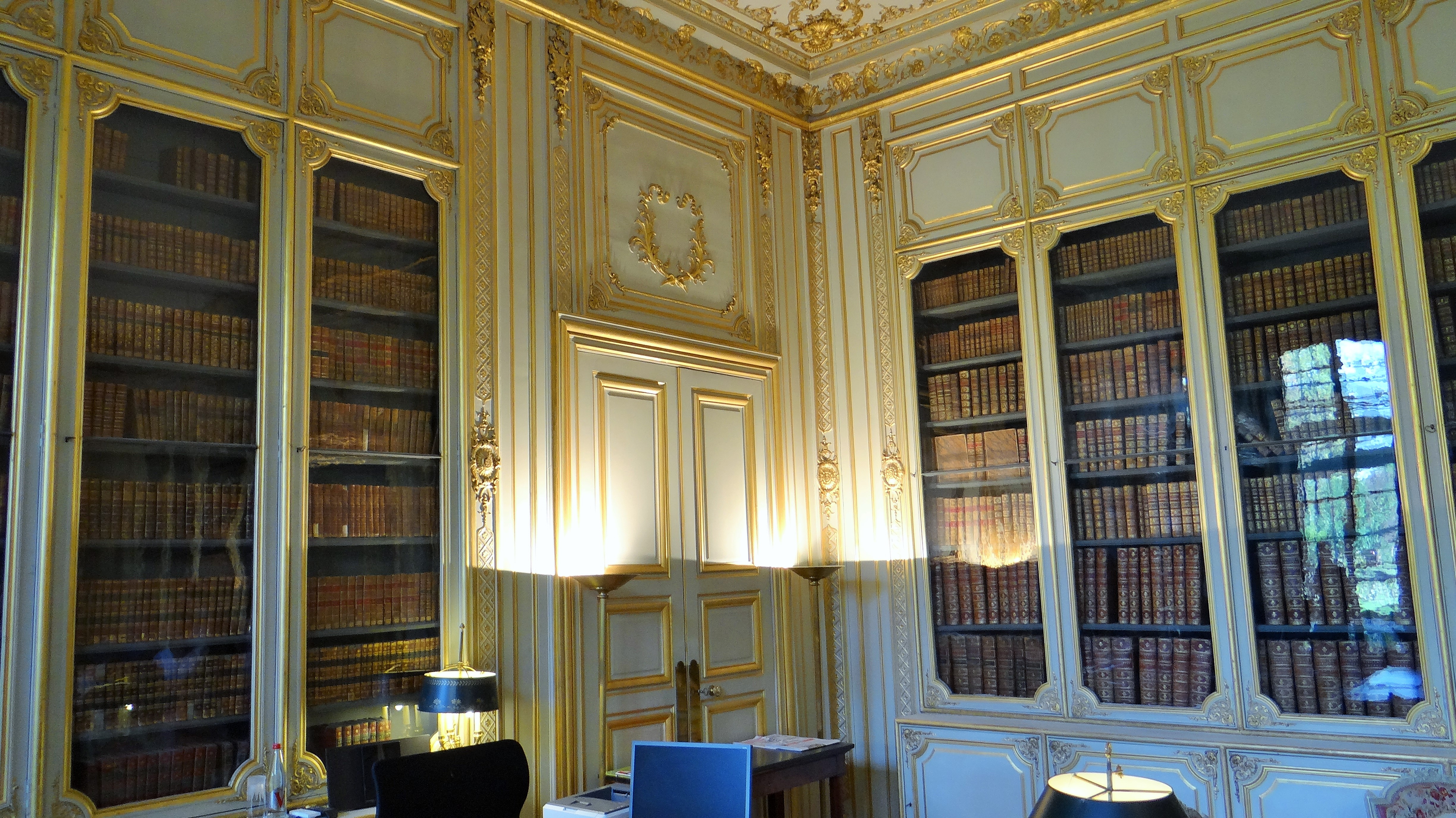

Le bureau du ministre, à l'origine bibliothèque royale, est l'une des rares pièces à échapper à l'incendie de 1793. Il donne sur un jardin en longueur, bordé par deux allées de rosiers et finissant par un bassin. Le titulaire du poste travaille sur le bureau de Cambacérès et la presse à sceller (qui sert à apposer le sceau de la Constitution) est présente dans la pièce.

## Propriétaires et habitants célèbres
Avant la confiscation :
- Paul Poisson de Bourvallais, avant 1718

Depuis la confiscation :
C'est le siège du ministère de la Justice et la résidence du ministre.
- 1718-1790 : Liste des chanceliers de France
- depuis 1790 : Liste des ministres français de la Justice